# Leibniz-Gemeinschaft
Leibniz-Gemeinschaft (título completo: Wissenschaftsgemeinschaft Gottfried Wilhelm Leibniz que puede ser traducido con Comunidad de Conocimientos Gottfried Wilhelm Leibniz) es el nombre de una asociación de institutos de investigación de diferentes disciplinas. Es una organización sin ánimo de lucro con sede en Berlín, Alemania. La oficina en Bruselas opera al nivel de la Unión Europea.
Por iniciativa de Gottfried Wilhelm Leibniz se fundó en Berlín la Societät der Wissenschaften (Sociedad de las Ciencias) en el año 1700 que dio el origen a la Academia Prusiana de las Ciencias. En 1990, 81 instituciones crearon la asociación Arbeitsgemeinschaft Blaue Liste (Comunidad de Trabajo Lista Azul) que cambió el nombre a Wissenschaftsgemeinschaft Gottfried Wilhelm Leibniz en 1997. Hoy se utiliza este nombre largo sólo raras veces en asuntos formales. Se dice más bien brevemente Leibniz-Gemeinschaft.
El sitio web de esta organización contiene una lista completa de todos los miembros.